# José de Obaldía
José Arsenio Vicente del Carmen de Obaldía y Orejuela (Santiago de Veraguas, 19 de julio de 1806-David, 28 de diciembre de 1889), más conocido como José de Obaldía, fue un político y abogado colombiano. Fue presidente de la República de la Nueva Granada desde 1854 hasta 1855, y presidente del Estado Soberano de Panamá desde 1858 hasta 1860.

## Biografía

### Primeros años

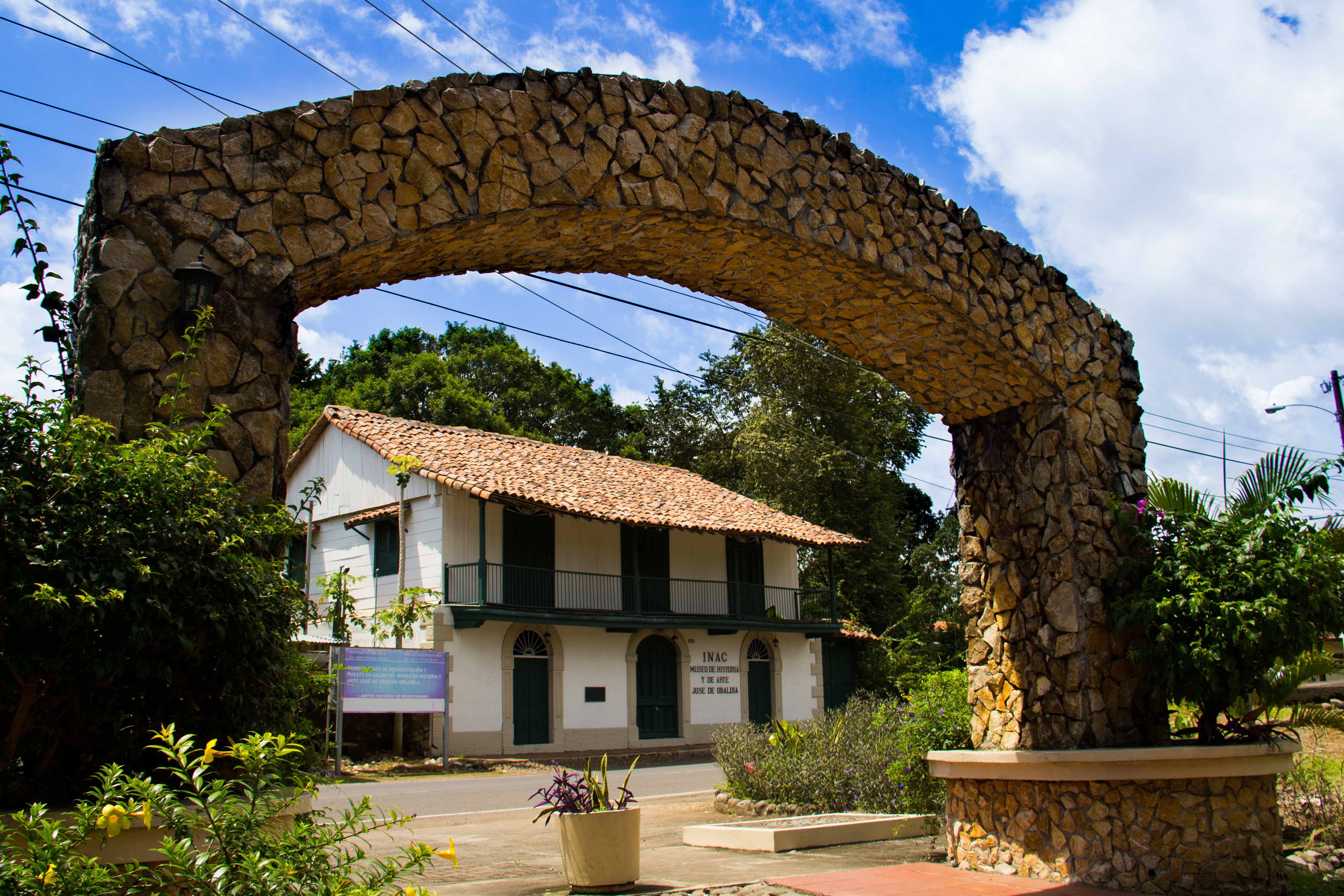
Residencia de José de Obaldía en David, Chiriquí.

José de Obaldía nació el 19 de julio de 1806 en Santiago de Veraguas. Hijo del español vizcaíno Domingo Blas de Obaldía y de la colombiana Jacoba Orejuela. Realizó sus estudios primarios en el Colegio de Cádiz y los secundarios en el Colegio de San Mateo, en Madrid. Realizó sus estudios de derecho en la Universidad Central de Bogotá (hoy Universidad Nacional de Colombia), en la cual obtuvo su título de doctor en Derecho y Ciencias Políticas. Participó en las cámaras legislativas de Colombia y fue gobernador del Istmo de Panamá.
De Obaldía se casó en 1824 con Ana María Gallegos Candanedo, con la que tuvo cuatro hijos, José Arístides (1843-1868), José Domingo (1845-1910), José Lorenzo (1847-1949) y Josefa (1849-1851). José Domingo llegó a ser el último gobernador del departamento de Panamá y segundo presidente de la República de Panamá.

### Carrera política
Hacia 1831, conoció al coronel Tomás Herrera, durante los conflictos en contra del gobierno de Juan Eligio Alzuru en Panamá. Obaldía participaba en las últimas batallas contra los separatistas istmeños y logra capturar a Alzuru, que fue fusilado. En 1833, fundó junto con el escritor Mariano Arosemena, el periódico El Vigía que se dedicó a la defensa del caudillo liberal Francisco de Paula Santander. Posteriormente es nombrado junto con Justo Arosemena representante del Istmo ante la Cámara Legislativa del Congreso de la Confederación Granadina en Bogotá. De Obaldía Orejuela fue fundador, junto con Mariano Arosemena, del Gran Círculo Istmeño, agrupación liberal que favorecía la autonomía del Istmo. En el año 1840 apoyó el tercer intento de separación de Panamá de la Nueva Granada, en lo que Tomás Herrera creó el Estado Libre del Istmo.
Como vicepresidente de la República de la Nueva Granada, a Obaldía le tocó desempeñar la presidencia interina de la república siete veces, la primera en reemplazo del presidente titular José Hilario López entre el 14 de octubre de 1851 y el 21 de enero de 1852. Dos años después, debido al derrocamiento del presidente José María Obando realizado por José María Melo, se declaró en ejercicio del poder como presidente interino de la república entre el 5 de agosto de 1854 y el 31 de marzo de 1855. Tras la guerra contra Melo el Congreso de la República dominado por Gólgotas y Conservadores, considerándolo partícipe del golpe de Estado, lo destituyó y nombró presidente a Manuel María Mallarino para terminar el periodo constitucional correspondiente a Obando.
En este periodo, por iniciativa creó la provincia de Chiriquí el 26 de mayo de 1849 a través de la Ley 26 de dicho año, y sancionó la creación del Estado Soberano de Panamá en 1855 concluyendo su gestión el 1° de abril del mismo; restituido por la Corte Suprema de Justicia en sus derechos políticos, representó a dicho Estado en el Congreso Nacional y se dedicó a las actividades político-administrativas.